# Гуслево
Гуслево — деревня в Талдомском районе Московской области Российской Федерации, в составе сельского поселения Гуслевское.
Вокруг деревни расположено несколько садовых товариществ, среди них: «Аэрофлот», «Вербилки-2», «Агросансервис», «Книга», «МТРЗ».

## История
В 1895 году в деревне 217 жителей. Кроме земледелия, жители занимались изготовлением топоров и петель. В 1905 году 38 дворов, 224 жителя.

## Население
| 1905 | 1926 | 2002 | 2006 | 2010 |
| ---- | ---- | ---- | ---- | ---- |
| 224  | ↗225 | ↘4   | ↘0   | →0   |